# 1906년 중간 올림픽

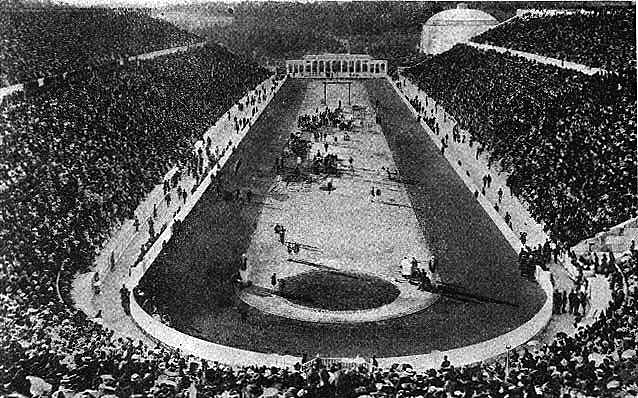
당시의 주 경기장 모습

1906년 중간 올림픽(영어: 1906 Intercalated Games, 그리스어: Θερινοί Ολυμπιακοί Αγώνες 1906)은 1896년 하계 올림픽의 10주년을 기념하기 위해 그리스 아테네에서 열렸으나, 국제 올림픽 위원회의 공식 대회는 아니다.

## 개요
그리스는 최초의 근대 올림픽인 1896년 하계 올림픽을 개최했으나, 이후에도 자신들이 고대 올림픽의 발상지라고 하는 등 올림픽의 정통이라고 주장하였다. 결국 그리스에서는 올림픽 개최 10주년 기념으로 1906년에 중간 올림픽을 개최하게 된다.

## 대회
대회는 1906년 4월 22일부터 5월 2일까지 그리스 아테네에서 열렸다. 한때 1896년 하계 올림픽, 더 오래는 1870년부터 1875년까지 자파스 올림픽이 열렸었던 파나티나이코 스타디움에서 개최되었다. 이번 대회에서는 창던지기와 근대 5종 경기 종목이 새로 추가되었다.

### 개회식
1906년 중간 올림픽 개회식은 파나티나이코 스타디움에서 열렸다. 많은 관중이 지켜보는 가운데, 이번 대회에서 처음으로 국기 뒤로 국가대표 선수들이 행진하며 경기장에 들어갔다. 공식적인 대회 개막식 선언은 게오르기오스 1세에 의해 이루어졌다.

### 하이라이트
- 육상 경기에서 육상 선수 폴 필그림이 400m와 800m 종목에서 모두 금메달을 땄다. 이 기록은 1976년 하계 올림픽에서 알베르토 후안토레나가 다시 세울 때까지 깨어지지 못하였다.

### 폐막식
6000여명의 어린 학생들이 처음으로 폐막식에 참가하였다.

## 참가국

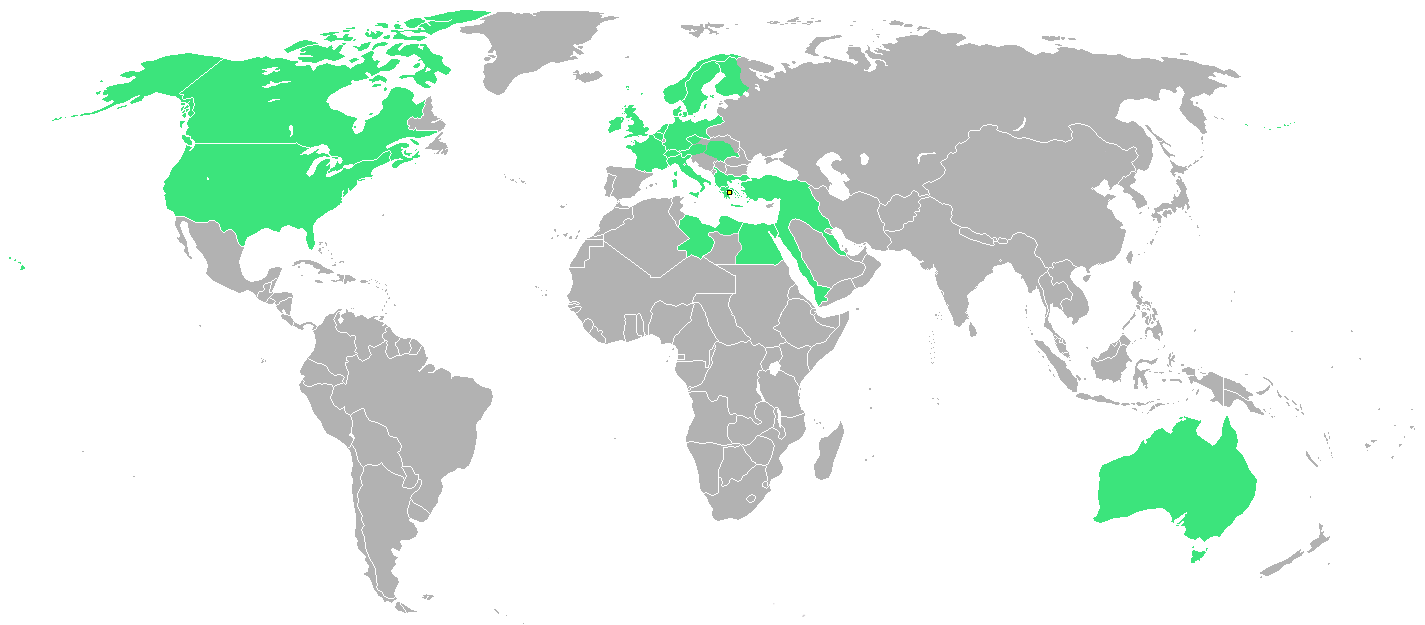
참가국의 분포를 나타낸 지도

| - 오스트레일리아 (4) - 오스트리아 (31) - 벨기에 (16) - 보헤미아 (13) - 캐나다 (3) - 덴마크 (53) - 이집트 (2) - 핀란드 (4) - 프랑스 (56) - 독일 (49) |  | - 영국 (47) - 그리스 (321) - 헝가리 (35) - 이탈리아 (76) - 네덜란드 (16) - 노르웨이 (32) - 오스만 제국 (2) - 스웨덴 (39) - 스위스 (9) - 미국 (38) |

## 경기 종목
| - 다이빙 - 레슬링 - 사격 - 사이클 - 수영 - 역도 - 육상 |  | - 조정 - 줄다리기 - 체조 - 축구 - 테니스 - 펜싱 |

## 메달 집계
이 메달 집계는 IOC의 공식 올림픽 집계가 아니다.
| 순위    | 국가           | 금메달 | 은메달 | 동메달 | 합계 |
| ------- | -------------- | ------ | ------ | ------ | ---- |
| 1       | 프랑스         | 15     | 9      | 16     | 40   |
| 2       | 미국           | 12     | 6      | 6      | 24   |
| 3       | 그리스         | 8      | 14     | 13     | 35   |
| 4       | 영국           | 8      | 11     | 5      | 24   |
| 5       | 이탈리아       | 7      | 6      | 3      | 16   |
| 6       | 스위스         | 5      | 6      | 4      | 15   |
| 7       | 독일           | 4      | 6      | 5      | 15   |
| 8       | 노르웨이       | 4      | 2      | 1      | 7    |
| 9       | 오스트리아     | 3      | 3      | 3      | 9    |
| 10      | 덴마크         | 3      | 2      | 1      | 6    |
| 11      | 스웨덴         | 2      | 5      | 7      | 14   |
| 12      | 헝가리         | 2      | 5      | 3      | 10   |
| 13      | 벨기에         | 2      | 1      | 3      | 6    |
| 14      | 핀란드         | 2      | 1      | 1      | 4    |
| 15      | 캐나다         | 1      | 1      | 0      | 2    |
| 16      | 네덜란드       | 0      | 1      | 2      | 3    |
| 17      | 혼성           | 0      | 2      | 0      | 2    |
| 18      | 오스트레일리아 | 0      | 0      | 3      | 3    |
| 19      | 보헤미아       | 0      | 0      | 2      | 2    |
| 총 합계 | 총 합계        | 78     | 80     | 78     | 236  |

## 같이 보기
- 국제 올림픽 위원회
- IOC 국가별 코드 목록